# Infanterie ușoară
Infanteria ușoară este un tip de infanterie, constituită din lăncieri, sulițași, luptători cu arme de foc individualizate și arbalete.